# Economia Suediei
Economia Suediei este o economie orientată pe comerț exterior, ce beneficiază de telecomunicații foarte moderne (din Suedia provine Ericsson) și o forță de lucru foarte bine pregătită și profesionistă.